# Уайт, Иэн
Иэ́н Уайт (англ. Ian Whyte; род. 17 сентября 1971, Бангор, Северный Уэльс, Великобритания) — британский актёр, каскадёр и баскетболист.

## Биография
Иэн Уайт родился 17 сентября 1971 года в Бангоре, Северный Уэльс, Великобритания. К 17 годам рост Уайта составлял 216 сантиметров. В 1990 году он окончил «Henry Hudson Regional High School». Получал спортивные стипендии баскетболиста в колледже Иона в Нью-Йорке и университете Клэрион в Пенсильвании (в 1994 году). В 1994 году не был задрафтован в НБА. С 1998 по 2003 год играл на месте центрового за английскую команду «Newcastle Eagles».
Рост — 216 см. Женат на Эми Уайт, с которой воспитывает ребёнка.

## Карьера
После окончания карьеры баскетболиста, Иэн дебютировал в кино в 2004 году, сыграв роль хищника «Шрама» в фильме «Чужой против Хищника». В 2005 и 2010 годах Уайт выступил в качестве дублёра мадам Олимп Максим в сценах в полный рост в двух фильмах о Гарри Поттере — «Гарри Поттер и Кубок огня» (2005) и «Гарри Поттер и Дары Смерти: часть 1» (2010). Всего он сыграл более 20 ролей в фильмах и телесериалах. С 2011 года периодически задействован в съёмках сериала «Игра престолов».

## Фильмография
| Год       |     | Русское название                    | Оригинальное название                         | Роль                                                               |
| --------- | --- | ----------------------------------- | --------------------------------------------- | ------------------------------------------------------------------ |
| 2004      | ф   | Чужой против Хищника                | Alien vs. Predator                            | хищник Шрам                                                        |
| 2005      | ф   | Гарри Поттер и Кубок огня           | Harry Potter and the Goblet of Fire           | мадам Олимп Максим                                                 |
| 2007      | ф   | Чужие против Хищника: Реквием       | Aliens vs. Predator: Requiem                  | хищник Волк                                                        |
| 2009      | ф   | Драконий жемчуг: Эволюция           | Dragonball Evolution                          | Озару                                                              |
| 2009      | ф   | Соломон Кейн                        | Solomon Kane                                  | жнец дьявола                                                       |
| 2010      | ф   | Изгнанники                          | Outcast                                       | Зверь                                                              |
| 2010      | ф   | Битва титанов                       | Clash of the Titans                           | шейх Сулейман                                                      |
| 2010      | ф   | Гарри Поттер и Дары Смерти: часть 1 | Harry Potter and the Deathly Hallows – Part 1 | мадам Олимп Максим                                                 |
| 2011—2019 | с   | Игра престолов                      | Game of Thrones                               | Белый Ходок / Грегор Клиган / великан Вун Вун / безымянный великан |
| 2012      | ф   | Прометей                            | Prometheus                                    | выживший Создатель                                                 |
| 2013      | кор | Не двигайся                         | Don't Move                                    | демон                                                              |
| 2013      | ф   | Харриган                            | Harrigan                                      | Ронни                                                              |
| 2013      | с   | Врачи                               | Doctors                                       | «Малыш» Малькольм Уиллис                                           |
| 2014      | ф   | Геракл                              | Hercules                                      | лидер бесов                                                        |
| 2014      | ф   | Кровавая Луна                       | Blood Moon                                    | Скинуолкер                                                         |
| 2015      | в   | Царь скорпионов 4: Утерянный трон   | The Scorpion King 4: Quest for Power          | принц Дуи                                                          |
| 2015      | ф   | Звёздные войны: Пробуждение Силы    | Star Wars: Episode VII - The Force Awakens    | Болли Приндел / Чубакка                                            |
| 2016      | кор | Полярный медведь                    | Polar Bear                                    | полярный медведь                                                   |
| 2018      | ф   | Солнечный квест                     | SolarQuest                                    | Нобу                                                               |
| 2018      | ф   | 1066                                | 1066                                          | Хардрада                                                           |